# PJ Ladd

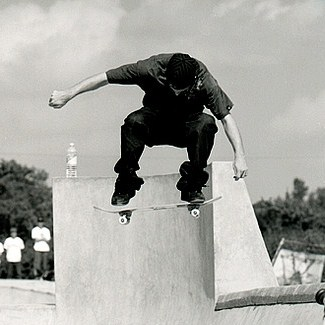
PJ Ladd 2007

P.J. Ladd (Patrick John Ladd), född 11 januari 1983 i Rockland, Massachusetts, är en amerikansk skateboardåkare. Han började åka skateboard tidigt och bor just nu i Los Angeles, Kalifornien. P.J. åker Regular (vänster fot fram) och är känd för är att han klarar många av de svåraste och mest tekniska tricken, både med vänster fot fram och switch (med höger fot fram). Det kan jämföras med att spela handboll och skjuta med vänster armen om man är högerhänt. 

## Filmer och tävlingar
P.J. blev först uppmärksammad när han var med i skatefilmen "The Colisieum video" (1999). Han var med i ytterligare en Coliseumfilm; "Colisieum- P.J. Ladds wonderful horrible life"(2002), en Skatefilm av Flip "Flip- really sorry"(2003), "Boston massacare"(2004), ett antal sponsorfilmer och gästar i en film av Volcom; "Volcom- Chigagof"(2004). Han vann även Eric Koston's Game of skate av éS år 2004 där de främsta av skateboardvärldens eliter befann sig. P.J. vann finalen emot hans dåtida team kamrat Eric Koston på tricket Nollie fs Kickflip.